# The Hallmarks of Cancer
The Hallmarks of Cancer (lett. "I segni distintivi del cancro") è un articolo scientifico pubblicato nel gennaio del 2000 sulla rivista Cell da Douglas Hanahan e Robert Weinberg. L'articolo ha fornito la prima definizione sistematica delle differenze tra cellule cancerose e normali (non cancerose), gettando la base per le successive ricerche nel settore.

## Contenuti
Gli autori ritengono che la complessità dei processi tumorali possa essere ricondotta a un numero ridotto di principi fondamentali. Sostengono quindi che tutte le cellule cancerose condividono sei tratti distintivi comuni che sono responsabili della trasformazione di cellule normali in cellule cancerose.
I tratti distintivi che gli autori evidenziano nell'articolo sono:
1. Le cellule cancerose non richiedono stimolazione esterna per mantenere la propria crescita
2. Non sono sensibili a segnali inibitori che in condizioni normali limiterebbero la loro crescita
3. Sono resistenti a morte cellulare programmata (apoptosi)
4. Possono dividersi indefinitamente
5. Stimolano la crescita di vasi sanguigni per apportare nutrienti ai tumori
6. Invadono i tessuti circostanti e si diffondono in siti lontani

## Diffusione
Al novembre 2010, l'articolo era stato citato più di 15 000 volte in altri articoli scientifici, ed era stato scaricato più di 20 000 volte all'anno tra il 2004 e il 2007. Al marzo 2011, era l'articolo più citato in Cell.

## Sviluppi successivi
In un aggiornamento pubblicato nel 2011 (Hallmarks of cancer: the next generation), Weinberg and Hanahan proposero due ulteriori tratti distintivi:
1. Vie metaboliche alterate
2. Evasione del sistema immunitario

e due condizioni abilitanti:
1. Instabilità del patrimonio genetico
2. Infiammazione[5]

## Elenco dei tratti distintivi

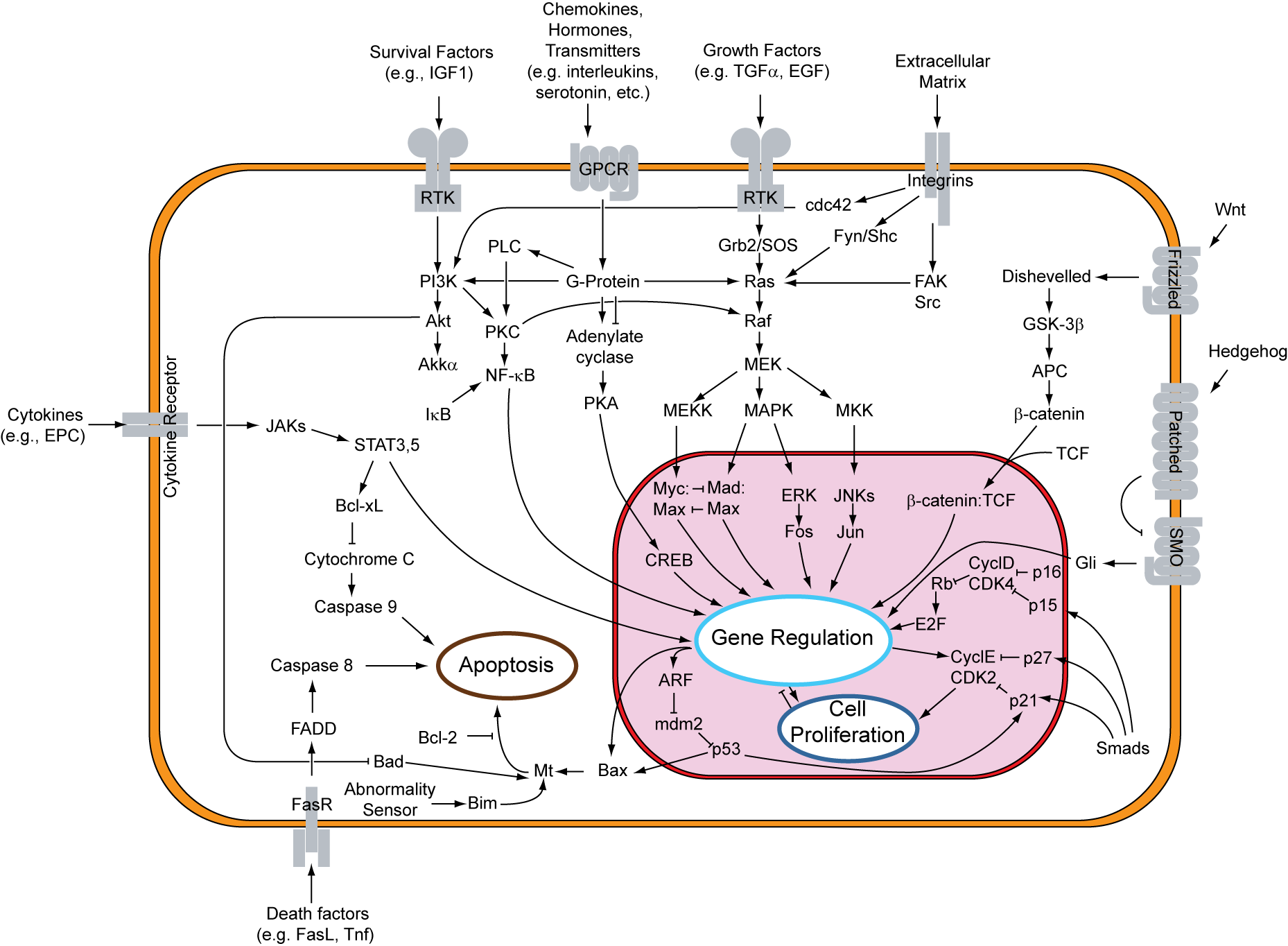
Le vie di segnalazione non sono propriamente regolate nei tumori. Hanahan e Weinberg paragonano queste vie di segnalazione con circuiti elettrici in cui i transistor sono rappresentati da proteine. Per esempio, la via di segnalazione di RAS ha inizio con un segnale esterno alla cellula sotto forma di un fattore di crescita (come TGF-α). Altri importanti segnali esterni alla cellula possono essere una citochina (come IL-3/6) o possono inibirne la crescita (come TGF-β), essere fattori di morte cellulare (come FASL), o fattori di sopravvivenza (come IGF1). Diverse proteine all'interno delle cellule regolano il ciclo cellulare, controllano se ci sono danni al DNA o altre anomalie, e attivano la morte cellulare programmata (apoptosi). L'illustrazione delle vie di segnalazione di Hanahan e Weinberg si trova in
Cell 100:59

Le cellule cancerose presentano difetti sia nei sistemi di controllo che indicano quanto spesso possono dividersi, sia nella regolazione dei meccanismi stessi (collettivamente indicata come omeostasi).
Le cellule normali sono in grado di crescere e dividersi, ma tale crescita è strettamente controllata. Per esempio, deve essere stimolata da fattori di crescita, e se le cellule presentano delle anomalie, la crescita viene interrotta fino a che tali anomalie non sono riparate. Se non possono essere riparate, la cellula va incontro ad apoptosi. Esiste inoltre un limite al numero di divisioni che una cellula può sostenere. L'organizzazione delle cellule in tessuti le mantiene al proprio posto e fa sì che abbiano bisogno della presenza di vasi sanguigni per l'apporto di nutrienti. 
Tutte queste limitazioni devono essere superate perché una cellula diventi cancerosa e si sviluppi in tumore, e i meccanismi di controllo sono esercitati da proteine. Pertanto, parte delle proteine chiave coinvolte nei diversi meccanismi deve a sua volta presentare dei difetti. Questi difetti emergono quando un gene (una sequenza di DNA che codifica per una proteina) va incontro a mutazioni. Tali mutazioni possono essere nella linea germinale, ossia ereditate dalla nascita, oppure somatiche, acquisite dopo il concepimento. Questo mutazioni si accumulano gradualmente, dando origine a diverse caratteristiche che vengono indicate dagli autori come i tratti distintivi delle cellule cancerose. 
| Capacità                                      | Analogia semplice                                            |
| --------------------------------------------- | ------------------------------------------------------------ |
| Indipendenza dalla stimolazione esterna       | "L'acceleratore è sempre premuto"                            |
| Insensibilità ai segnali inibitori            | "I freni non funzionano"                                     |
| Resistenza all'apoptosi                       | Non obbediscono quando il corpo dà loro il comando di morire |
| Capacità di dividersi indefinitamente         | Danno origine a un numero infinito di cellule figlie         |
| Stimolazione della crescita di vasi sanguigni | Richiedono costantemente nutrimento dall'organismo           |
| Invasione e metastasi                         | Migrano e si diffondono in altri tessuti                     |

### Indipendenza dalla stimolazione esterna
Le cellule cancerose non hanno bisogno di stimoli esterni, come un fattore di crescita, per dividersi.
Normalmente, le cellule dell'organismo richiedono ormoni e altre molecole che agiscano come segnali che indicano loro di moltiplicarsi. Le cellule cancerose, invece, hanno la capacità di crescere senza questi stimoli esterni. Questo può avvenire in diversi modi: ad esempio, le cellule cancerose possono produrre questi segnali in modo autonomo (sistema di segnalazione autocrino). Oppure, possono attivare in modo costitutivo le vie di segnalazione che normalmente si attivano solo in risposta a questi segnali. Infine, possono perdere gli "interruttori" che prevengono una crescita eccessiva in risposta a questi stimoli (fenomeno spesso indicato come retroazione (natura)).
Inoltre, la divisione cellulare nelle cellule normali è rigidamente controllata. Nelle cellule cancerose, questo processo non è regolato a causa di alterazioni nelle proteine che lo controllano, portando a un aumento della crescita e divisione cellulare nei tumori.

### Insensibilità ai segnali inibitori
Le cellule cancerose sono generalmente resistenti a segnali che prevengono la crescita provenienti dalle cellule circostanti.

L'orologio del ciclo cellulare.
Le cellule in G_{0} non si dividono e sono quiescenti. Quando ricevono specifici segnali, come fattori di crescita, si preparano a dividersi entrando nella fase G_{1}, dove tutti i componenti interni, tranne il DNA, vengono duplicati. Allo stesso modo, anche la dimensione della cellula raddoppia. La fase successiva è la fase S (sintesi). Durante la fase S, i cromosomi (le strutture in cui è organizzato il DNA), vengono duplicati in preparazione alla divisione. La transizione da G_{1} a S è un checkpoint. Se la cellula presenta danni al DNA, esprime oncogeni o presenta proteine alterate, vengono attivate specifiche proteine "di checkpoint". Queste, come l'oncosoppressore p53 o pRB, interrompono la transizione verso la fase S fino a che i danni non vengono riparati. Se questi non possono essere riparati, la cellula va incontro ad apoptosi, spesso indicata come suicidio cellulare, che rappresenta una morte cellulare programmata. Se gli oncosoppressori perdono la loro funzionalità a causa di mutazioni o vengono silenziati, la cellula danneggiata continua la propria divisione senza venire arrestata - uno dei tratti distintivi delle cellule cancerose.

The hallmarks of cancer.

Per controllare rigidamente la divisione cellulare, le cellule contengono processi che possono prevenirla e impedire la crescita. Questi processi sono gestiti da proteine conosciute con il nome di oncosoppressore. Questi geni elaborano informazioni sullo stato della cellula per controllare che sia pronta per la divisione, che altrimenti (per esempio quando il DNA risulta danneggiato), viene arrestata. Nei tumori, questi oncosoppressori sono alterati e non possono impedire in modo efficace la divisione cellulare, anche quando la cellula presenta gravi anomalie. 
Un altro meccanismo che impedisce alle cellule di dividersi in modo eccessivo è il blocco di questo processo quando riempiono lo spazio in cui si trovano ed entrano in contatto con altre cellule; un fenomeno conosciuto come inibizione da contatto. Le cellule cancerose non presentano inibizione da contatto, ma continuano a crescere e dividersi indipendentemente dal contesto che hanno intorno.

### Resistenza all'apoptosi
L'Apoptosi è una forma di morte cellulare programmata (suicidio cellulare), il meccanismo con cui le cellule sono programmate per morire se vengono danneggiate. Le cellule cancerose sono tipicamente capaci di evadere questo meccanismo.
Le cellule normali sono in grado di "autodistruggersi"; un processo conosciuto come apoptosi. Questo meccanismo è fondamentale perché organismi complessi crescano e si sviluppino normalmente, per il mantenimento dei tessuti del corpo, e viene attivato anche quando una cellula viene danneggiata o infettata. Le cellule cancerose, invece, perdono questa capacità; anche se diventano estremamente anormali, non vanno incontro ad apoptosi. Le cellule cancerose possono raggiungere questo obiettivo alterando i meccanismi che rilevano i danni o le anomalie. Questo significa che la loro segnalazione non avviene correttamente, rendendo impossibile attivare l'apoptosi. Allo stesso tempo, le vie di segnalazione possono a loro volta presentare dei difetti, come anche le proteine direttamente coinvolte nel processo, e tutte queste alterazioni prevengono una corretta apoptosi.

### Capacità di dividersi indefinitamente
Le cellule normali muoiono dopo un numero di divisioni definito (limite di Hayflick). Le cellule cancerose superano questo limite e sono apparentemente capaci di crescere e dividersi in modo indefinito. Un eccessivo numero di divisioni porta al danneggiamento dei cromosomi, che contribuisce a rendere le cellule cancerose.
Le cellule del corpo normalmente non sono in grado di dividersi indefinitamente. Hanno invece un numero limitato di divisioni cellulari prima di perdere la capacità di dividersi (senescenza cellulare) o morire. Il motivo di questi limiti è principalmente dovuto alle strutture in cui si organizza il DNA alle estremità dei cromosomi, conosciute come Telomero. Il DNA telomerico si accorcia con ogni divisione cellulare, fino a quando diventa così breve da attivare la senescenza cellulare, impedendo alla cellula di dividersi ulteriormente. Le cellule cancerose superano questa barriera manipolando gli enzimi che aumentano la lunghezza dei telomeri. In questo modo, possono dividersi indefinitamente senza attivare la senescenza.
Le cellule dei mammiferi hanno un limite intrinseco, il limite di Hayflick, che limita le loro divisioni a un massimo di 60-70, quando raggiungono la senescenza. Il limite può essere superato perdendo la funzionalità dell'oncosoppressore pRB o p53, permettendo loro di continuare a dividersi fino a un punto di crisi. Dopo questo punto, le cellule possono andare incontro ad apoptosi, alterazioni del cariotipo, o in rari casi (10−7) superare la crisi diventando cellule immortalizzate. La maggior parte delle cellule cancerose sono immortalizzate. 
L'indicatore del numero di divisioni cellulari è il Telomero, che si accorcia (perdendo nucleotidi alle estremità dei cromosomi) durante ogni ciclo cellulare. Circa l'85% dei tumori presentano un aumento nell'espressione della Telomerasi per estendere i telomeri, mentre il restante 15% utilizza un metodo chiamato Allungamento Alternativo dei Telomeri.

### Crescita dei vasi sanguigni
L'Angiogenesi è il processo che porta alla formazione di nuovi vasi sanguigni. Le cellule cancerose sono capaci di dare inizio a questo processo, assicurandosi di ricevere un apporto continuo di ossigeno e altri nutrienti.
I tessuti del corpo sono attraversati da vasi sanguigni che portano ossigeno dai polmoni. Le cellule devono essere abbastanza vicine ai vasi sanguigni per ricevere sufficiente ossigeno e sopravvivere. Nuovi vasi sanguigni si formano durante lo sviluppo embrionale, durante la guarigione delle ferite e durante il ciclo riproduttivo femminile. Un tumore che si espande ha bisogno di nuovi vasi sanguigni per portare ossigeno alle cellule cancerose, e quindi sfrutta questi normali processi fisiologici a suo vantaggio. Per raggiungere questo obiettivo, le cellule cancerose diventano in grado di dirigere la produzione di nuova vasculatura accendendo l' 'interruttore' dell'angiogenesi. Nel farlo, controllano le cellule non cancerose presenti nel tumore capaci di formare nuovi vasi sanguigni. Questo avviene sia riducendo la produzione di fattori che normalmente inibiscono questo processo, sia aumentando la produzione di fattori che invece la stimolano.